# 12 Gardens Live
12 Gardens Live è un album discografico live del cantautore statunitense Billy Joel, pubblicato nel 2006. Il disco è stato registrato nel corso di 12 concerti tenuti al Madison Square Garden di New York nei primi mesi del 2006.

## Tracce

### Disco 1
1. Prelude/Angry Young Man – 5:21
2. My Life – 4:59
3. Everybody Loves You Now – 3:04
4. The Ballad of Billy the Kid – 5:30
5. The Entertainer – 4:01
6. Vienna – 3:35
7. New York State of Mind – 7:05
8. The Night Is Still Young – 5:13
9. Zanzibar – 5:57
10. Miami 2017 (Seen the Lights Go Out on Broadway) – 5:03
11. The Great Wall Of China – 5:07
12. Allentown – 3:51
13. She's Right On Time – 3:56
14. Don't Ask Me Why – 3:10
15. Laura – 5:19
16. A Room Of Our Own – 4:10

### Disco 2
1. Goodnight Saigon – 7:17
2. Movin' Out (Anthony's Song) – 3:48
3. An Innocent Man – 5:41
4. The Downeaster Alexa – 3:50
5. She's Always A Woman – 3:41
6. Keeping the Faith – 4:53
7. The River of Dreams – 5:21
8. A Matter of Trust – 4:39
9. We Didn't Start The Fire – 4:47
10. Big Shot – 4:23
11. You May Be Right – 4:49
12. Only The Good Die Young – 3:43
13. Scenes From An Italian Restaurant – 7:35
14. Piano Man – 5:43
15. And So It Goes – 3:50
16. It's Still Rock & Roll To Me – 3:26